# ポール・フランドラン
ポール・フランドラン（Paul Jean Flandrin、1811年5月28日 - 1902年3月8日）は、フランスの画家である。おもに風景画を描いた。

## 略歴
リヨンで、工芸画家の息子に生まれた。兄のオーギュスト・フランドラン（Auguste Flandrin: 1804-1842）とイポリット・フランドラン（1809-1864）も画家になった。
リヨンの風景画家、アントワーヌ・デュクロー（Antoine-Jean Duclaux: 1783-1868）や彫刻家のジャン＝フランソワ・ルジャンドル＝エラル(Jean-François Legendre-Héral）に学び、リヨン国立高等美術学校やパリ国立高等美術学校で学び、ドミニク・アングルの工房でも学んだ。
ローマ賞のコンクールに2度参加し、入賞することはできなかったが、1832年にローマ賞を受賞した兄のイポリット・フランドランのローマ留学に自費で同行した。ポール・フランドランはローマに4年間滞在し、古典的な風景画を学んだ。1838年からパリのサロンに出展し、兄のイポリット・フランドランの歴史画の背景の風景部分を描くこともあった。兄のオーギュスト・フランドランからは版画を学んだ。1844年にサン・セヴラン教会（Église Saint-Séverin de Paris）の壁画も描いた。
1852年に風景画家アレクサンドル・デゴッフ（Alexandre Desgoffe: 1805-1882) の娘と結婚した。夫妻の子孫には息子の建築家ジョゼフ・フランドリン（Joseph Flandrin:1857-1939）や画家の孫マルテ・フランドリン（Marthe Flandrin: 1904-1987）がいる。

## 作品

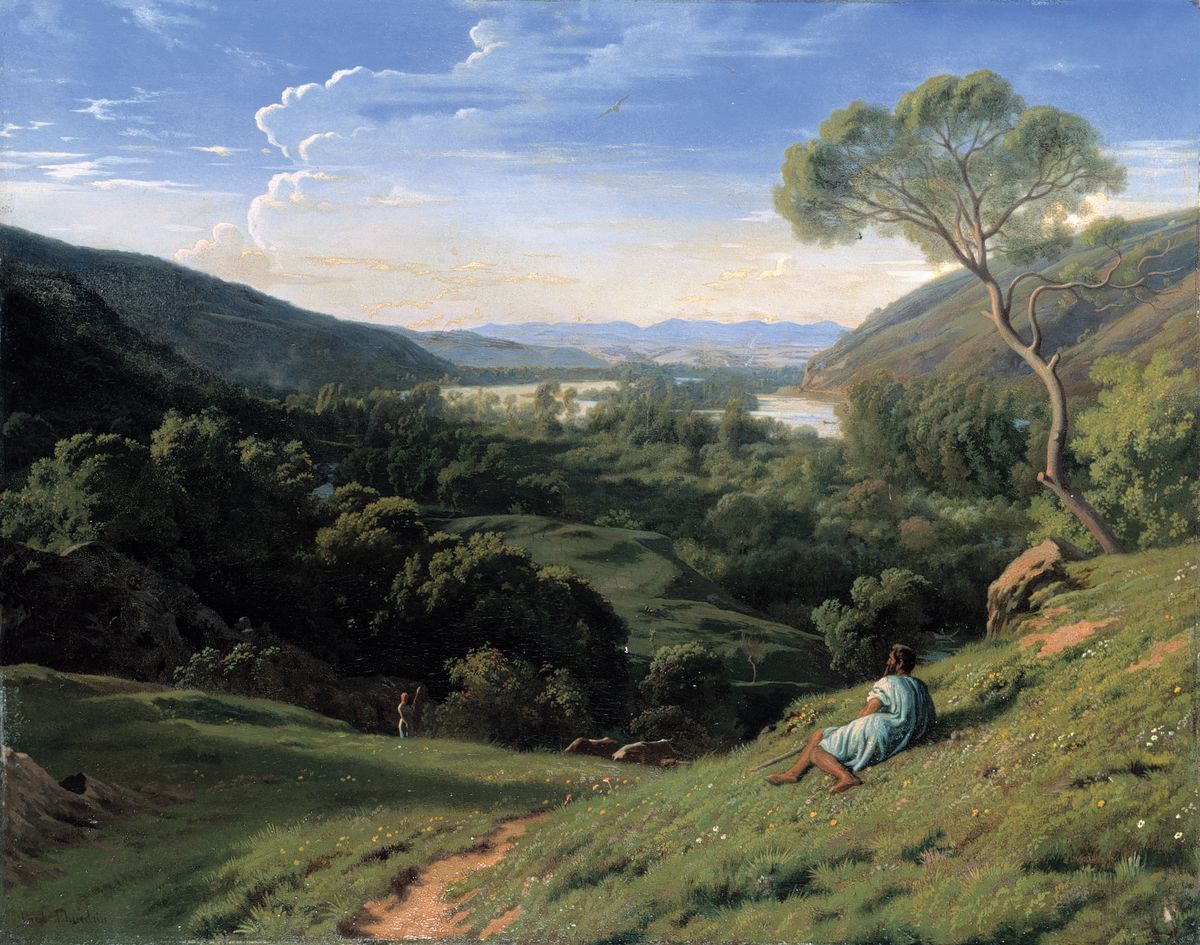
ヴィエンヌ近くのローヌ河畔の風景
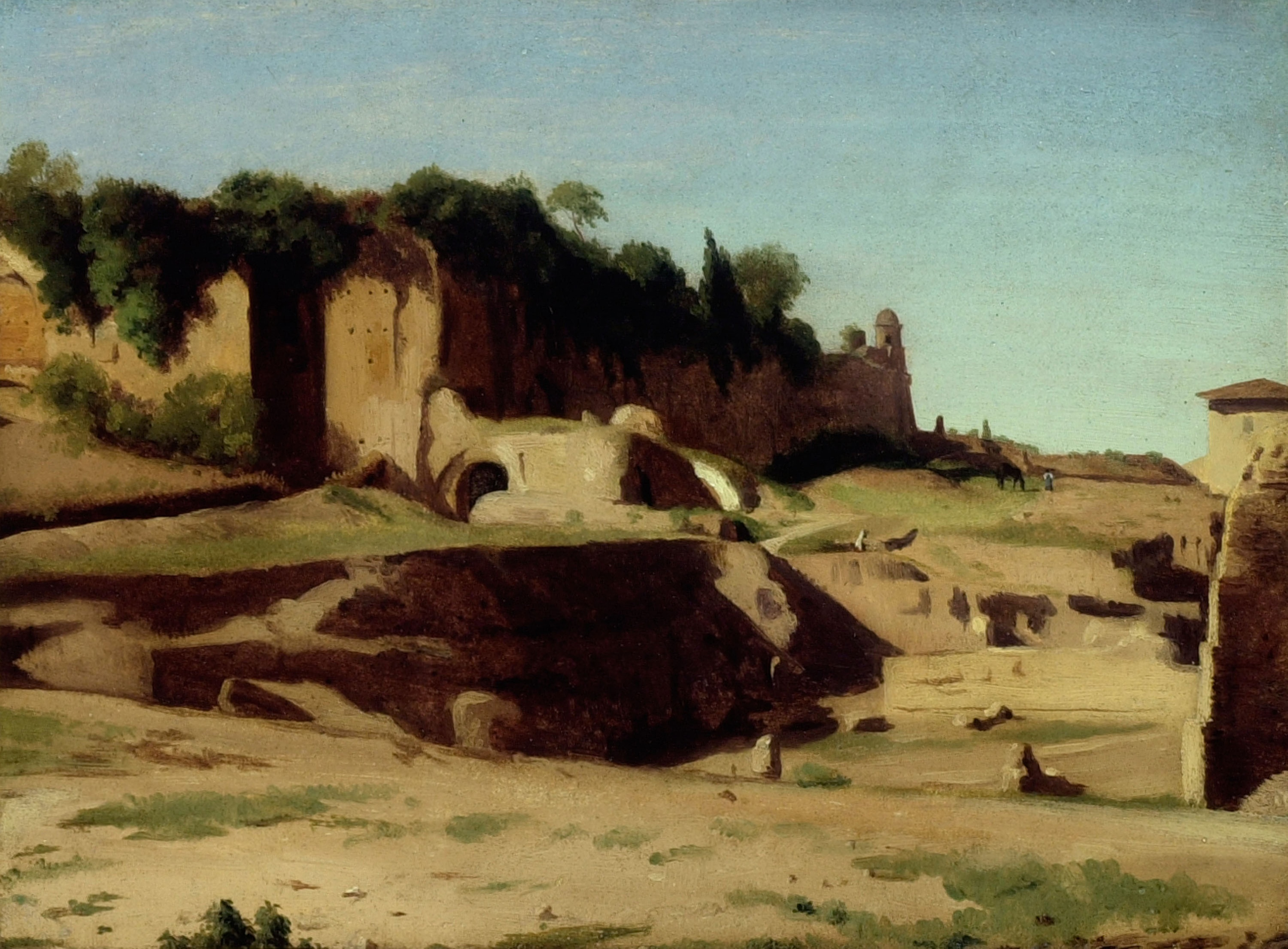
ローマ、パラティーノの宮殿
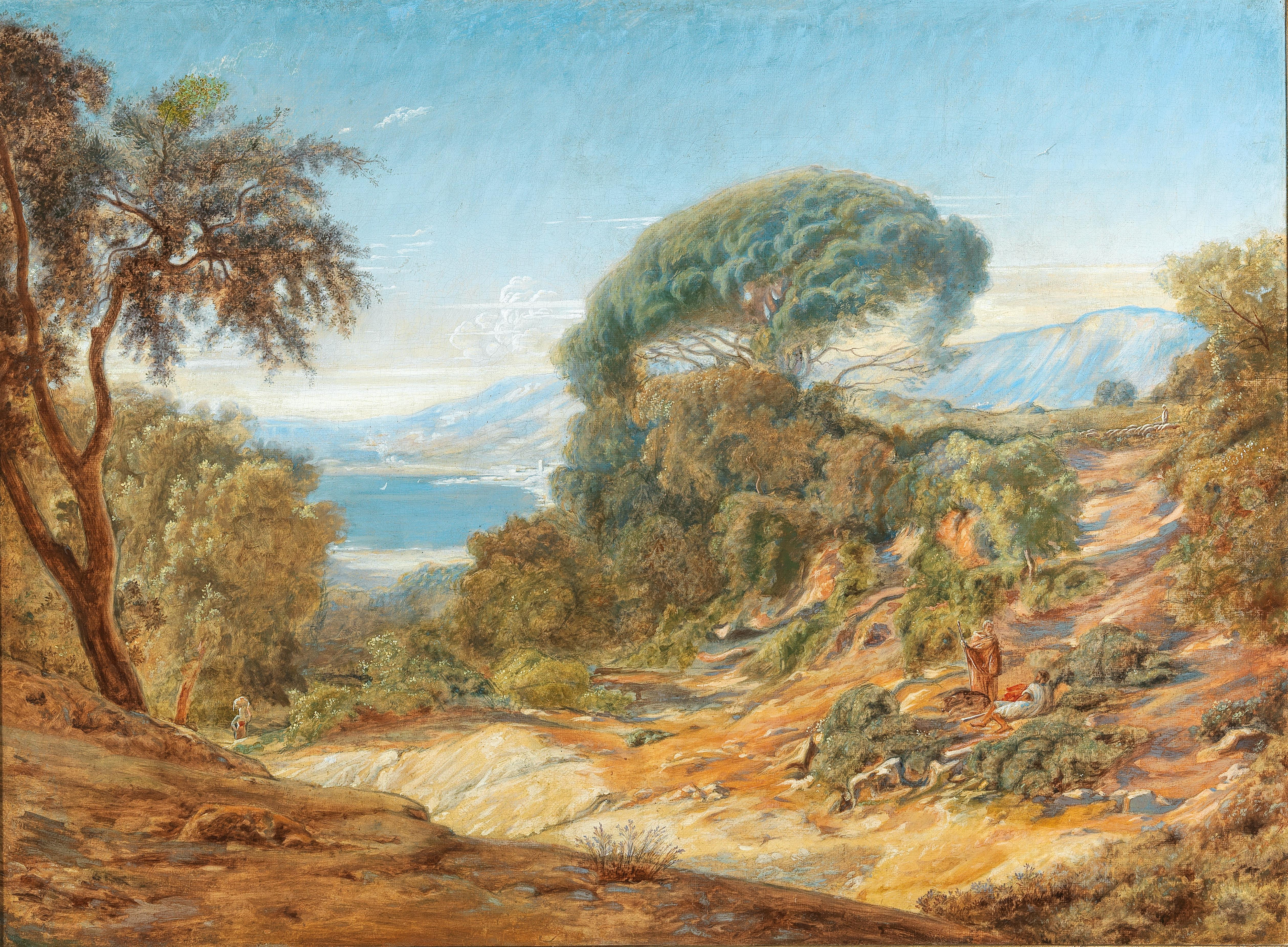
"Souvenir de Provence"